# Wildau (Schorfheide)

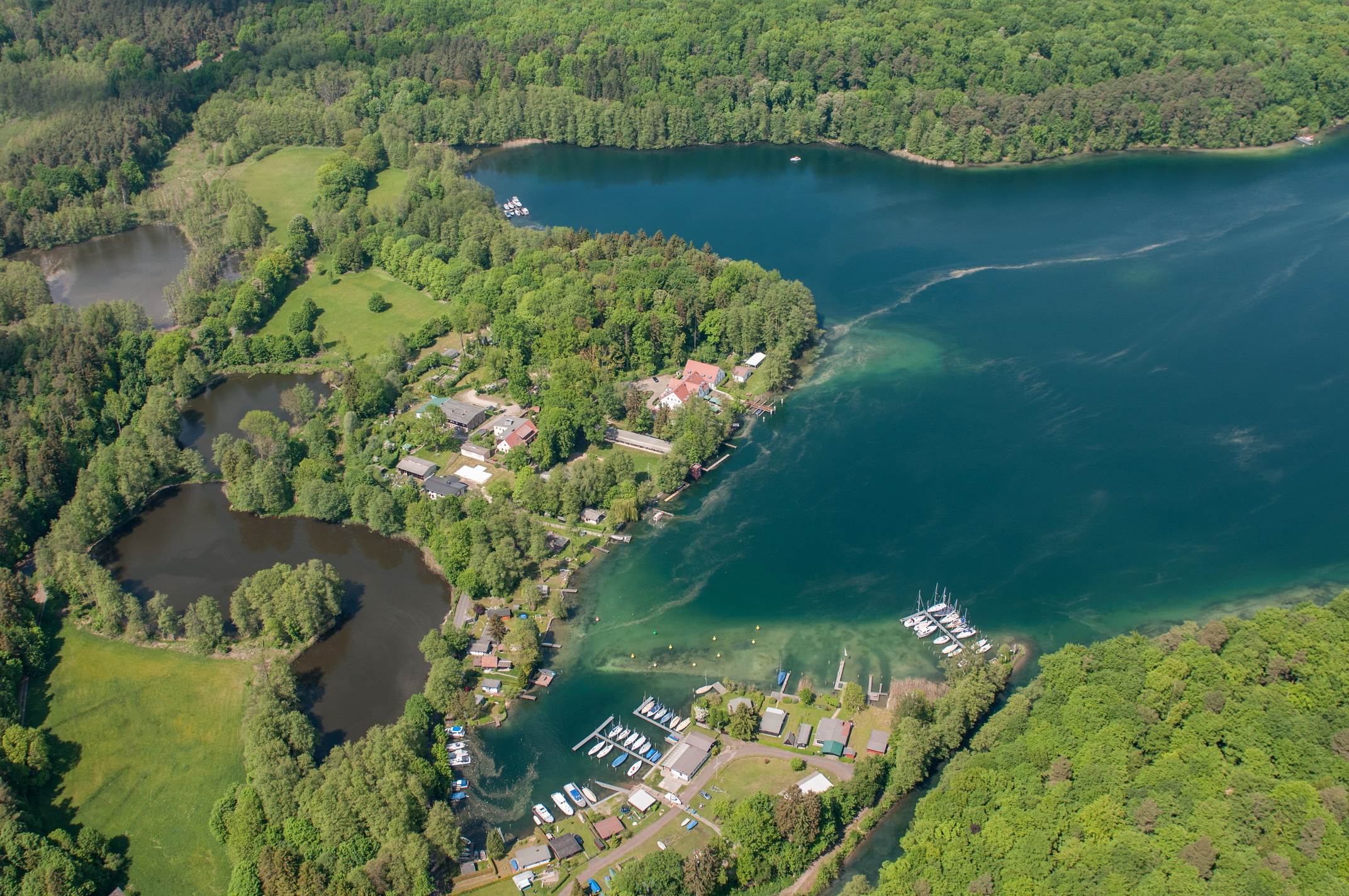
Wildau 2017

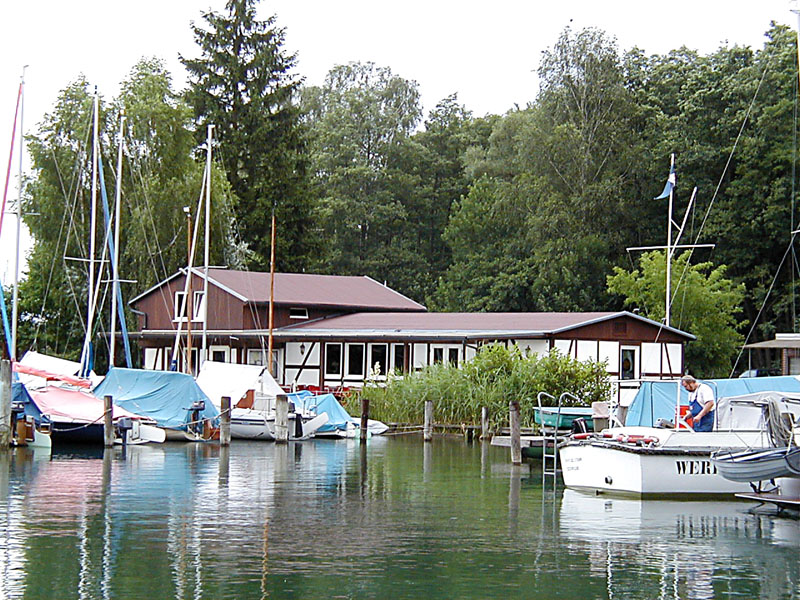
Seglerhafen Wildau

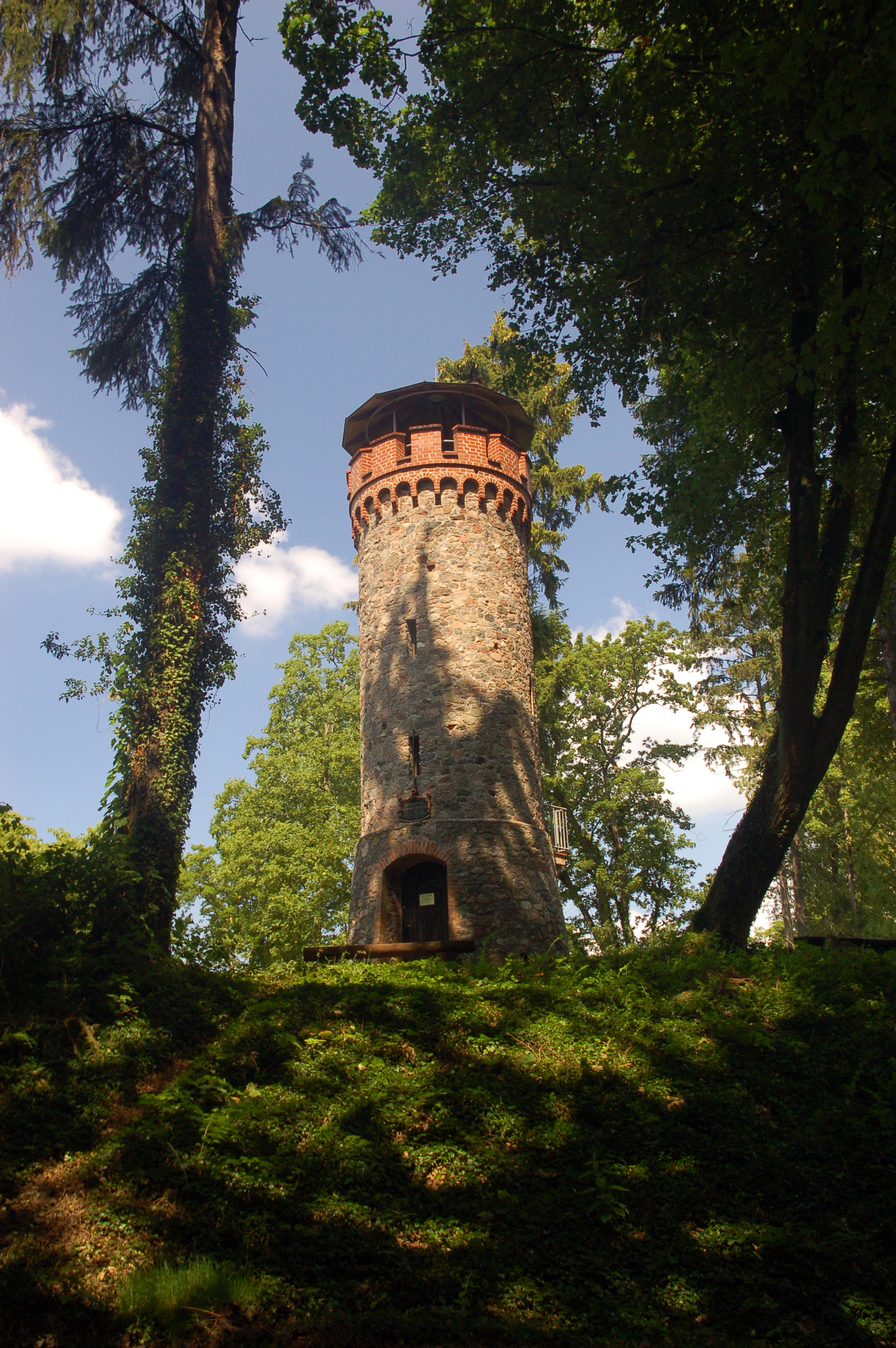
Askanierturm Wildau

Wildau gehört zur Gemeinde Schorfheide im Landkreis Barnim (Brandenburg). Organisatorisch ist Wildau dem Ortsteil Eichhorst zugeordnet.
Wildau liegt am südwestlichen Ende des Werbellinsees an der Mündung des Werbellinkanals. Von zunehmender Bedeutung für den Ort ist der Tourismus, der Radfernweg Berlin–Usedom führt durch den Ort und am Café Wildau vorbei.
Neben einem Segler- und einem Kanuhafen sowie einigen Bungalows gibt es nur wenige Wohnhäuser sowie den Nachbau eines Askanierturms.

## Geschichte
Die einstige Askaniersiedlung Wildau war von Sümpfen umgeben. Zu Zeiten des askanischen Markgrafen Otto III. („der Fromme“) wurde die Burg Werbellin auf dem sogenannten Schlossberg errichtet. Dieser Berg ist allerdings nur eine kleine Erhebung von wenigen Metern. Damals existierten um den Werbellinsee drei Burgen, Grimnitz im heutigen Joachimsthal, Burg Breden im heutigen Altenhof und Werbellin. Im 14. Jahrhundert wurde die Burg Werbellin verlassen und im Laufe der Zeit bis auf die Grundmauern zerstört. Von der Burg des 13. Jahrhunderts ist heute nichts mehr erhalten.
Wildau wurde 1927 nach Eichhorst eingemeindet. Vorher gehörte der Ort verwaltungstechnisch zu Grimnitz.

## Askanierturm
Nachdem der Heimatdichter Ferdinand Brunold aus Joachimsthal die Idee eines Aussichtsturms am südwestlichen Ende des Werbellinsees hatte, ließ Carl von Preußen diesen 1879 als Askanierturm errichten. Turm und Schloßberg Wildau stehen seit 1974 unter Bodendenkmalschutz. Das Gelände um den Turm war zu DDR-Zeiten stark verwildert und kaum zugängig. Der Turm wurde 1991 von Eberswalder Forstleuten und Heimatfreunden der Schorfheide rekonstruiert. Als Aussichtsturm ist er nicht mehr zu benutzen, da die umliegende Bewaldung einen freien Blick auf den See verhindert.